# أنباس
الأناباس أو الأَنَبَاس (الاسم العلمي: Anabas) هي جنس من الأسماك يتبع الفصيلة أناباسية (اسماك الجورامي المتسلقة) من رتبة فرخيات. الاسم العلمي مشتق من الإغريقية ويعني «المتسلق».

## أنواع الأناباس
- أناباس كوبوجي (الاسم العلمي:Anabas cobojius)
- أناباس سلحفاتي (الاسم العلمي:Anabas testudineus)